# Ситас
Ситас (преминуо 538. године) је био византијски војни заповедник за време цара Јустинијана I (р. 527–565. године). Током Иберијског рата против Сасанидског царства, Ситас је добио команду над снагама у Јерменији, слично статусу Велизара у Месопотамији . Однео је победу над Сасанидима у бици код Сатале.

## Биографија
Ситас је био муж Комите, старије сестре царице Теодоре, и могући отац касније царице Софије.
Ситасово порекло је нејасно. Византинисти су сугерисали да је његово име било готско или трачанско, али се његово теоријско порекло од Гота или Трачана не помиње у примарним изворима. У историју улази у време владавине цара Јустина I (р. 518–527) као дорипхорос („телохранитељ“) у Јустинијановој гарди, затим магистер милитум пер Ориентем.
Године 527. Сита и Велизар су добили команду над инвазијом на Персарменију . Били су успешни у пљачки тог подручја и хватању значајног броја јерменских заробљеника. Покушали су да нападну остатак Марзпаната Јерменије касније током године, али су поражени од Аратија и Нарзеса. Овог последњег не треба мешати са Нарзесом, још једним византијским генералом под царем Јустинијаном I.
Године 528, Ситас је постављен на нову дужност магистер милитум пер Армениам . Према Малали и Теофану Исповеднику, Ситас је регрутовао своје сцриниарии (административне службенике) међу локалним јерменским становништвом, јер их је сматрао боље упознатим са територијом. Прокопије бележи Ситасову победу над Цани, племеном Кавказа, које је водило повремене нападе на суседне области. Ситас их је успешно преобратио из паганства у хришћанство и регрутовао бивше разбојнике у византијску војску.
Године 530. Ситас је добио и функцију магистер милитум праесенталис („Господар војника у присуству [Цара]“). Исте године, Ситас и Доротеј бранили су Теодосиопољ од инвазијских сила из Сасанидског царства, део текућег Иберијског рата између цара Јустинијана I и персијског шаха, Кавада I (р. 488–531. године). Прокопије примећује да су римске снаге успеле да опљачкају непријатељски логор. Ситас је такође бранио Саталу од инвазијских снага тако што је напао већу војску на њеном зачељу и приморао их да се повуку ( Битка код Сатале). Инвазија је прекинута и Сасаниди су се повукли назад у Персију након два пораза.
Након пораза Велизара у бици код Калиникума (19. априла 531. године), Ситас га је заменио на челу снага на истоку. Током опсаде Мартиропоља (531. године), Ситас и Ал-Харитх ибн Јабалах су логоровали у оближњем граду Амида, али су избегли сукоб пошто су Персијанци тамо имали предност. Цар I Кавад је, међутим, умро у року од годину дана, а његов син и наследник Хозороје I (р. 531–579 н.е.) био је заинтересован да за сада стабилизује своју унутрашњу позицију и започео је преговоре о миру. Споразум о „ вечном миру “ (који је на крају трајао десет година) потписан је септембра 532. године под условом да сва византијска земља изгубљена под влашћу цара Јустинијана I буде враћена, а Византинци плаћају тежак данак у замену за мир. Земља Иберија остала је под контролом Сасанида.
Ситас је добио почасну титулу патриција 535. године. Исте године, Ситас је заслужан за победу против Бугара у Мезији, од стране Јатруса ( Јантре). За почасног конзула именован је 536. године. Године 538/539, Ситас је враћен у Јерменију да се суочи са побуном у знак протеста против великих пореза . Пошто није успео да преговара о миру, Ситас је започео активне борбе. У бици код Енохалкона, природа терена је приморала обе војске да се боре у раштрканим групама, а не у уједињеним снагама. Прокопије бележи да је Ситаса убио или Артабан, вођа побуне, или Соломон, иначе опскурни побуњеник.